# San Giorgio di Nogaro
San Giorgio di Nogaro is een gemeente in de Italiaanse provincie Udine (regio Friuli-Venezia Giulia) en telt 7417 inwoners (31-12-2004). De oppervlakte bedraagt 25,8 km², de bevolkingsdichtheid is 292 inwoners per km².
De volgende frazioni maken deel uit van de gemeente: Chiarisacco, Galli, Porto Nogaro, Villanova, Zellina, Zuccola.

## Demografie
San Giorgio di Nogaro telt ongeveer 2963 huishoudens. Het aantal inwoners daalde in de periode 1991-2001 met 3,5% volgens cijfers uit de tienjaarlijkse volkstellingen van ISTAT.
| Jaar | Inwoneraantal |
| ---- | ------------- |
| 1991 | 7581          |
| 2001 | 7314          |

## Geografie
De gemeente ligt op ongeveer 7 m boven zeeniveau.
San Giorgio di Nogaro grenst aan de volgende gemeenten: Carlino, Castions di Strada, Grado (GO), Marano Lagunare, Porpetto, Torviscosa.